# ナクソスのプロジェクトの一覧
ナクソスのプロジェクトの一覧は、香港のレコード・レーベルであるナクソスが展開する録音シリーズの一覧である。

## 日本人作曲家選輯
日本人作曲家選輯では、戦前から現代にかけての日本人作曲家の作品の録音が収録されている。
※2021年11月現在。リリース順。
1. 日本管弦楽名曲集 (沼尻竜典指揮、東京都交響楽団)
- 外山雄三：管弦楽のためのラプソディ
- 近衛秀麿（編曲）：越天楽
- 伊福部昭：日本狂詩曲
- 芥川也寸志：交響管弦楽のための音楽
- 小山清茂：管弦楽のための木挽歌
- 吉松隆：朱鷺によせる哀歌

2. 矢代秋雄 (湯浅卓雄指揮、アルスター管弦楽団、岡田博美 (ピアノ))
- 交響曲
- ピアノ協奏曲

3.大栗裕 (下野竜也指揮、大阪フィルハーモニー交響楽団、高木和弘 (ヴァイオリン))
- ヴァイオリン協奏曲
- 大阪俗謡による幻想曲
- 管弦楽のための神話 - 天の岩屋戸の物語による
- 大阪のわらべうたによる狂詩曲

4.橋本國彦 (沼尻竜典指揮、東京都交響楽団)
- 交響曲第1番
- 交響組曲「天女と漁夫」

5.武満徹室内楽作品集 (ニュー・ミュージック・コンサーツ・アンサンブル、ロバート・エイトケン (フルート))
- そして、それが風であることを知った
- 雨の樹
- 海へ
- ブライス
- 巡り
- ヴォイス（声）
- エア
- 雨の呪文

6.松平頼則 (高関健指揮、大阪センチュリー交響楽団、野平一郎 (ピアノ))
- ピアノとオーケストラのための主題と変奏
- ダンス・サクレとダンス・フィナル
- 左舞
- 右舞

7.山田耕筰 (湯浅卓雄指揮　アルスター管弦楽団　ニュージーランド交響楽団)
- 序曲 ニ長調
- 交響曲「かちどきと平和」
- 交響詩「暗い扉」
- 交響詩「曼陀羅の華」

8.大澤壽人 (ドミトリ・ヤブロンスキー指揮、ロシア・フィルハーモニー管弦楽団、エカテリーナ・サランツェヴァ (ピアノ))
- ピアノ協奏曲第3番「神風協奏曲」
- 交響曲第3番

9.芥川也寸志 (湯浅卓雄指揮、ニュージーランド交響楽団))
- オーケストラのためのラプソディ
- エローラ交響曲
- 交響三章

10.諸井三郎 (湯浅卓雄指揮、アイルランド国立交響楽団)
- こどものための小交響曲 変ロ調(シンフォニエッタ)
- 交響的二楽章
- 交響曲第3番

11.伊福部昭 (ドミトリ・ヤブロンスキー指揮、ロシア・フィルハーモニー管弦楽団、エカテリーナ・サランツェヴァ (ピアノ))
- シンフォニア・タプカーラ
- ピアノと管絃楽のためのリトミカ・オスティナータ
- SF交響ファンタジー 第1番

12.黛敏郎 (湯浅卓雄指揮、ニュージーランド交響楽団)
- シンフォニック・ムード
- バレエ音楽「舞楽」
- 曼荼羅交響曲
- ルンバ・ラプソディ

13.深井史郎 (ドミトリ・ヤブロンスキー指揮、ロシア・フィルハーモニー管弦楽団)
- パロディ的な四楽章
- バレエ音楽「創造」
- 交響的映像「ジャワの唄声」

14.別宮貞雄 (湯浅卓雄指揮、アイルランド国立交響楽団)
- 交響曲第1番
- 交響曲第2番

15.早坂文雄 (ドミトリ・ヤブロンスキー指揮、ロシア・フィルハーモニー管弦楽団、岡田博美 (ピアノ))
- ピアノ協奏曲
- 左方の舞と右方の舞
- 序曲 ニ調

16.大木正夫 (湯浅卓雄指揮、新日本フィルハーモニー交響楽団)
- 交響曲第5番「ヒロシマ」
- 日本狂詩曲

17.武満徹 (マリン・オールソップ指揮、ボーンマス交響楽団)
- 精霊の庭
- ソリチュード・ソノール
- 3つの映画音楽
- 夢の時
- 鳥は星形の庭に降りる

18.山田耕筰 (湯浅卓雄指揮、東京都交響楽団、東音宮田哲男（長唄）他)
- 長唄交響曲「鶴亀」
- 交響曲「明治頌歌」
- 舞踊交響曲「マグダラのマリア」

19.安部幸明 (ドミトリ・ヤブロンスキー指揮、ロシア・フィルハーモニー管弦楽団、アレクセイ・ヴォルコフ (サキソフォーン))
- 交響曲第1番
- シンフォニエッタ
- アルト・サキソフォーンとオーケストラのための嬉遊曲

20.須賀田礒太郎 (小松一彦指揮、神奈川フィルハーモニー管弦楽団)
- 交響的序曲 作品6
- 双龍交遊之舞 作品8
- バレエ音楽「生命の律動」 作品25
- 東洋組曲「砂漠の情景」 作品10より「東洋の舞姫」

21.武満徹ピアノ作品集 (福間洸太郎 (ピアノ))
- ロマンス
- 2つのレント
- 遮られない休息
- ピアノ・ディスタンス
- フォー・アウェイ
- 閉じた眼 - 瀧口修造の追憶に
- 閉じた眼II
- 雨の樹素描
- 雨の樹素描II - オリヴィエ・メシアンの追憶に
- こどものためのピアノ小品
- リタニ - マイケル・ヴァイナーの追憶に

22.大澤壽人 (ドミトリ・ヤブロンスキー指揮、ロシア・フィルハーモニー管弦楽団、エカテリーナ・サランツェヴァ (ピアノ))
- ピアノ協奏曲第2番
- 交響曲第2番

23.細川俊夫フルート作品集 (コルベイン・ビャルナソン (フルート)他)
- 垂直の歌I
- 線I
- リート
- 断章II
- 航海V
- 黒田節（細川俊夫による編曲）

24.松村禎三 (湯浅卓雄指揮、アイルランド国立交響楽団、神谷郁代 (ピアノ))
- 交響曲第1番
- 交響曲第2番
- ゲッセマネの夜に

25.橋本國彦 (湯浅卓雄指揮、藝大フィルハーモニア、福島明也 (バリトン))
- 交響曲第2番
- 三つの和讃
- 感傷的諧謔

26.山田一雄 (ドミトリー・ヤブロンスキー指揮、ロシア・フィルハーモニー管弦楽団)
- 大管弦楽のための小交響楽詩「若者のうたへる歌」
- 交響的木曾 作品12
- 交響組曲「印度」
- おほむたから (大みたから) 作品20

27.細川俊夫 (準・メルクル指揮、ロイヤル・スコティッシュ・ナショナル管弦楽団)
- ホルン協奏曲「開花の時」
- 月夜の蓮
- チャント

## アメリカン・クラシックス
1.ラテンアメリカ・クラッシックス 第1集 (エンリケ・バティス指揮、メキシコ・フェスティバル・オーケストラ)
- ホセ・パブロ・モンカーヨ:ウアパンゴ
- シルベストレ・レブエルタス:センセマーヤ
- マヌエル・ポンセ: エストレリータ
- フェリペ・ビリャヌエバ:Vals Poetico
- エイトル・ヴィラ＝ロボス:ブラジル風バッハ第2番
- アルベルト・ヒナステラ:マランボ
- フベンティーノ・ローサス:ワルツ「波を越えて」
- エルネスト・アルフテル:祝典序曲
- カルロス・チャベス:弦楽のためのサラバンド
- ブラス・ガリンド:ソネス・デ・マリアッチ

2.サミュエル・バーバー ピアノ独奏曲全集 (ダニエル・ポーラック)
- ピアノ・ソナタ 変ホ長調 Op.26
- 遠足 Op.20
- 夜想曲 Op.33
- 3つのスケッチ
- 2つの間奏曲 - 第1番 アダージョ・マ・ノン・トロッポ 「ジャンヌのために」
- バラード Op.46
- 思い出 Op.28

3.ファーディ・グローフェ (ウィリアム・T・ストロンバーグ指揮、ボーンマス交響楽団)
- 「ミシシッピ」組曲
- 「グランド・キャニオン」組曲
- 「ナイアガラ大瀑布」組曲

4.サミュエル・バーバー管弦楽作品集 第1集 (マーリン・オールソップ指揮、ロイヤル・スコッティシュ管弦楽団)
- 「悪口学校」序曲
- 交響曲第1番
- 管弦楽のためのエッセイ第1番
- 交響曲第2番

5.サミュエル・バーバー管弦楽作品集 第2集 (マーリン・オールソップ指揮、ロイヤル・スコッティシュ管弦楽団)
- チェロ協奏曲
- バレエ組曲「メデイア」
- 弦楽のためのアダージョ

6.ジョン・フィリップ・スーザ吹奏楽曲作品集 第1集 (キース・ブライオン指揮、王立砲兵隊バンド)
- 行進曲「海を越えた握手」
- 行進曲「マンハッタン・ビーチ」
- 組曲「上を向いて」
- 行進曲「無敵の鷲」
- 行進曲「自由の精神、万歳」
- ワルツ「コロニアル・デイム 」
- 行進曲「エドワード王」
- 行進曲「フォスハイ・タワー（ワシントン・メモリアル）」
- ガーシュウィンの「スワニー」によるユーモレスク
- 行進曲「テキサス娘」
- 行進曲「カンザス・ワイルドキャッツ」
- 行進曲「力と栄光」

7.サミュエル・バーバー管弦楽作品集 第3集 (マーリン・オールソップ指揮、ロイヤル・スコッティシュ管弦楽団)
- ヴァイオリン協奏曲
- バレエ組曲「スーヴェニール」
- 弦楽のためのセレナード
- シェリーによる一場面のための音楽

8.サミュエル・バーバー (スティーヴン・プルッツマン、マリン・オールソップ指揮、ロイヤル・スコティッシュ管弦楽団)
- ピアノ協奏曲
- クリスマスに
- メデイアの瞑想と復讐の踊り
- コマンド行進曲

9.レナード・バーンスタイン (ジーン・ルイス・ステューマン、ジェイムズ・ジャッド指揮、フロリダ・フィルハーモニー管弦楽団)
- ミュージカル「キャンディード」序曲
- ミュージカル「ウエスト・サイド物語」 - シンフォニック・ダンス
- 交響曲第2番「不安の時代」

10.エリオット・カーター(マーク・ウェイト、ケネス・シャーマーホーン指揮、ナッシュヴィル交響楽団)
- 祭日序曲
- 交響曲第1番
- ピアノ協奏曲

11.マイケル・ドアティ (エヴリン・グレニー、マリン・オールソップ指揮、コロラド交響楽団)
- 管弦楽のためのフィラデルフィア・ストーリーズ
- パーカッション独奏と管弦楽のためのUFO

12.ウィーン少年合唱団が歌うユダヤの聖餐コンサート (ナフタリ・ヘルツィク、シモン・クライマー、ゲーラルト・ヴィルト指揮、ウィーン少年合唱団、ウィーン合唱団、ウィーン室内管弦楽団)
- カリブ: 安息の日
- カプラン:アブラハムの詩篇

13.ジョン・フィリップ・スーザ 吹奏楽曲作品集 第6集 (キース・ブライオン指揮、王立砲兵隊バンド)
- ホワイトハウスの庭での復活祭の月曜日（R.M.ロジャーズ編集.組曲「ある旅人の物語」1929より）
- ゴールデン・スター
- ドーントレス・バタリオン
- オペレッタ「選ばれた花嫁」 - 六重奏曲（H.L.クラーク編曲）
- 行進曲「イギリス連邦」
- 3つの伝聞（バンドのための組曲.R.M.ロジャーズ編集）
- 自由の鐘（ブライオン/シッセル編曲）
- グリッドアイアン・クラブ
- 海の女王
- 戦車競技
- 剣闘士
- 行進曲「ニュー・メキシコ」
- 行進曲「ピカドール」

14.フィリップ・グラス (マリン・オールソップ指揮、ボーンマス交響楽団)
- ザ・ライト
- 交響曲第4番 「英雄たち」

15. アルベルト・ヒナステラ ピアノ・オルガン作品全集 (フェルナンド・ビアーニ)
- アルゼンチン舞曲集 Op.2
- 3つの小品 Op.6
- マランボ Op.7
- 12のアメリカ風前奏曲集 Op.12
- 南米風舞曲の組曲 Op.15（第2版）
- アルゼンチン童謡の主題によるロンド Op.19
- 子供のためのアルゼンチン舞曲 ［世界初録音］
- 童謡による小品 I
- 童謡による小品 II
- ミロンガ
- 小さな舞曲
- ツィポーリ：オルガン・トッカータ（ヒナステラによるピアノ用編曲）
- ピアノ・ソナタ 第1番 Op.22
- ピアノ・ソナタ 第2番 Op.53
- ピアノ・ソナタ 第3番 Op.55
- トッカータ、ビリャンシーコとフーガ Op.18
- 「暁の光は赤く染まり」の主題による変奏曲とトッカータ

16.ジョン・コリリアーノ、ジェファーソン・フリードマン弦楽四重奏曲集 (コリリアーノ四重奏団)
- コリリアーノ: スナップショット：1909年頃
- コリリアーノ: 黒い11月の七面鳥
- コリリアーノ: 弦楽四重奏曲（1995）
- フリードマン: 弦楽四重奏曲第2番

17.ルイス・モロー・ゴットシャルク (マイケル・ガート（ピアノ）、メリッサ・バリック（ソプラノ）、アンナ・ノグル（ソプラノ）、ダリル・テイラー（テノール）、リチャード・ジーバース （バス/バリトン）、ジョン・コンテグリア、リチャード・コンテグリア、アンジェラ・ドラギチェスク、チン=ミン・リン、ジョシュア・ペッパー　（ピアノ連弾）、リチャード・ローセンベルグ指揮、ホットスプリングズ・ミュージック・フェスティバル)
- 交響曲第2番 「モンテビデオ」
- ピアノと管弦楽のための「セレブル・タランテラ」
- オペラ「キューバの田園劇」より第1幕
- ポルトガル王ルイ1世賛歌による演奏会用変奏曲
- アヴェ・マリア
- メユールの「若きエンリケの狩り」への大序曲（3台ピアノ10手連弾を伴う）
- 交響曲第1番 「熱帯の一夜」

18.クインシー・ポーター 弦楽四重奏曲集 (アイヴズ弦楽四重奏団)
- 弦楽四重奏曲第1番
- 弦楽四重奏曲第2番
- 弦楽四重奏曲第3番
- 弦楽四重奏曲第4番

19.ヒューバート・クライン・ヘッドリー 生誕100年記念録音集 (アンナ・ボロリュボヴァ、ドミトリ・ヤブロンスキ指揮、ロシア・フィルハーモニー管弦楽団)
- カリフォルニア組曲
- ピアノ協奏曲第1番「アルゼンチンタンゴ」
- ピアノ協奏曲第2番
- ラジオのための交響曲第1番

20.ヴァージル・トムソン (アンヘロ・ギル＝オルドネス指揮、ポスト＝クラシカル・アンサンブル)
- 大平原を耕す鋤
- 組曲「河」

21.エイトル・ヴィラ＝ロボス ピアノ作品集 第6集 (ソニア・ルビンスキ)
- 南アメリカ
- ニューヨーク・スカイ・ライン・メロディ
- オリオンの3つの星
- ブラジルの密林への郷愁
- ねことねずみ
- かわいい子どもたち
- 壊れたオルゴール
- ワルツ
- 子どもたちの踊り
- 謝肉祭のピエロ
- 敬虔なる山脈の美しい地平線
- 野生の詩

22.アストル・ピアソラ (エンリケ・モラタッラ （ヴォーカル）、マリア・レイ=ジョリー （ソプラノ）、オラシオ・フェレール　（朗唱）、ヴァーサス・アンサンブル)
- 天使のミロンガ
- ブエノスアイレスの夏
- バチンの少年
- リベルタンゴ
- オブリヴィオン
- ロコへのバラード
- 組曲「ブエノスアイレスのマリア」

23.フレッド・ハーシュ演奏会用作品集 2001-2006 (ナターシャ・パレムスキ （ピアノ）、ブレア・マクミラン （ピアノ）、ドロシー・ローソン （チェロ）、フレッド・ハーシュ （ピアノ）、グラマシー・トリオ、ジョナサン・ミラー （チェロ）、ランドール・ホジキンソン)
- 3つの性格的練習曲
- バッハのコラールによる24の変奏曲
- 叙情的小品
- ほろ苦いタンゴ
- サロンの歌

24.ウィリアム・ボルコム チェロ作品全集 (ノーマン・フィッシャー （チェロ）、ジーン・キールマン （ピアノ）、アンドレア・ムーア （ティンパニ）)
- カプリッチョ
- チェロ組曲 第1番 ハ短調
- デカラージュ
- ダーク・ミュージック
- チェロ・ソナタ

25.古き良き時代のアメリカの愛の歌 (キャロル・ファーリー （ソプラノ）、ジョン・コンステイブル  (ピアノ))
- アーレン: さようならって何が良いの？
- アーレン： 若かった頃の最後の夜
- アーレン： 太陽が出てくる時
- アーレン： それは星に書いた
- アーレン： 雨降る権利
- アーレン： 真実の愛を持っていた
- アーレン： だまされる楽しみ
- ヴァイル: 愛はもやの中
- ヴァイル: 有効期限内のロマンス
- ヴァイル: アンフォゲッタブル
- ヴァイル: 川はすごく青い
- ヴァイル: 壁の絵
- シュワルツ: あなたと夜と音楽と
- シュワルツ: 暗闇で踊ろう
- シュワルツ: 私の目の前のあなたの顔
- シュワルツ: あなたを覚えている何か
- ガーシュウィン: ポピーランド
- ガーシュウィン: イズント・イト・ア・ピティ？
- ガーシュウィン: 愛が国を超える
- ガーシュウィン: やれやれ、愛が私にしたことは

26.デイヴ・ブルーベック 夜想曲集 (ジョン・サルモン)
- 夜想曲 第1番-第17番
- 少女の名前はオリィ
- 夜想曲 第18番-第21番
- ファッツさん
- 夜想曲 第22番-第24番

27.フランク・エリクソン 管弦楽、室内楽、声楽作品集 (シェリル・セルツァー、ヨエル・ザッハス、コンティヌム室内管弦楽団、エレン・ラング （メゾ・ソプラノ）、デヴィッド・クラカウアー （クラリネット）、ミア・ウー （ヴァイオリン、ヴィオラ）、ジェイン・ローゼンフェルト （フルート）)
- 最近の印象
- 2つの歌（昼と夜／季節）
- 野心家
- 夏の音楽

28. ロバート・シエッラ ニューミュージック・ウィズ・ア・カリビアン・アクセント ( コンティニュアム)
- 儀式的な痕跡
- 呪文
- 熱帯のトリオ
- 5つのスケッチ
- グロサ・ア・ラ・ソンブラ
- デスカルガ

29. ジョージ・ロックバーグ (クリストファー・リンドン＝ギー指揮、ザールブリュッケン放送交響楽団)
- 交響曲第1番

30. エリオット・カーター (パシフィカ四重奏団)
- 弦楽四重奏曲第1番
- 弦楽四重奏曲第5番

31. グレゴリー・ハッター 管弦楽、ピアノ作品集 (アンドレアス・エルム・バウムガルトナー (指揮)、島田俊行 (指揮)、モラヴィア・フィルハーモニア管弦楽団、 (ミクロスラフ・シャファジュ (オーボエ)、ウィンストン・チョイ (ピアノ)
- エレクトリック・トラクション
- 幻想的小品集
- スティル・ライフ
- 摩天楼
- メランコリー・ラグ 第1巻

32.チャールズ・ウォリネン ダンテ3部作 (グループ・オブ・コンテンポラリー・ミュージック)
- ウェルギリウスの使命
- 偉大なる行列
- 光の川

33.ケネス・フックス作品集 (ジョアン・ファレッタ指揮、ロンドン交響楽団、ティモシー・ジョーンズ (ホルン))
- 芸術家たちよ、団結せよ
- 土地の静けさ
- 炎と氷、そして夏のブロンズ
- 秋のリズム
- 太陽への頌歌 (ホルンと管弦楽のための協奏曲)

34. ルロイ・アンダーソン 管弦楽作品集1 (レナード・スラットキン指揮、BBCコンサート・オーケストラ)
- トランペット吹きの休日
- ブルー・タンゴ
- 春が来た
- 舞踏会の美女
- ブラッドフォード知事マーチ
- クラリネット・キャンディ
- キャプテンたちと王様たち
- ゴールデン・イヤーズ
- チキン・リール
- フィドル・ファドル
- クラシカル・ジュークボックス
- チャイナ・ドール
- 小さなバラード
- アリエッタ
- ピアノ協奏曲

35. フレデリック・ジェフスキー (ラルフ・ファン・ラート (ピアノ))
- 「不屈の民」による36の変奏曲
- 「４つのノース・アメリカン・バラード」より第4番「ウィンスボロコットン紡績工場のブルース」

36. ニコラス・フラジェロ、アーノルド・ロスナー(ジョン・マクラーリン・ウィリアムス指揮、ウクライナ国立放送交響楽団)
- フランジェロ: ミサ・シンフォニカ
- ロスナー: 交響曲第5番「サルヴェ・レジーナに基づく歌のないミサ」

37. エルンスト・トッホ 室内楽作品集 (シュペクトラム・コンチェルト・ベルリン)
- ヴァイオリンとピアノのためのソナタ第2番
- ピアノのためのブルレスケ
- チェロのための3つの即興曲
- ピアノと2台のヴァイオリン、ヴィオラ、チェロのための五重奏曲

38. ジェームス・コーン (ヴァフタン・ジョルダニア、カーク・トレヴァー指揮、スロヴァキア放送交響楽団)
- 交響曲 第7番
- 交響曲 第2番
- 「旅する異邦人」による変奏曲
- ワルツ ニ長調

39.ジョン・コリリアーノ (フィリッペ・クィント（ヴァイオリン）、ウィリアム・ウォルフラム（ピアノ）)
- レッド・ヴァイオリン奇想曲
- ヴァイオリンとピアノのためのソナタ
- 3枚の写真 (ヴァージル・トムソン)
- 5人の婦人たち (ヴァージル・トムソン)
- 8枚の写真 (ヴァージル・トムソン)

40.チャールズ・アイヴズ 管弦楽曲集 (ジェームス・シンクレア指揮、マルメ交響楽団、同室内合唱団)
- オーケストラセット第1番「ニューイングランドの3つの場所」
- オーケストラセット第2番
- オーケストラセット第3番

## 華人作曲家系列
1. 中国のピアノ曲集 （ジー・チェン）
- 唐壁光: 瀏陽河（王建中によるピアノ編曲版）
- 中国の伝承曲: 百鳥朝鳳 （王建中によるピアノ編曲版）
- 任光: 月を追う色とりどりの雲 （王建中、殷承宗によるピアノ編曲版）
- 中国の伝承曲: 日没の笛と太鼓 （黎英海によるピアノ独奏版）
- 呂文成: 穏やかな湖面に映る秋の月（陳培勳によるピアノ編）
- 中国の伝承曲: 赤い山椿が咲き誇る （王建中によるピアノ編曲版）
- 華彦鈞: 二泉映月（殷承宗によるピアノ編曲版）
- 朱践耳: 新しい命の祝福 （儲望華によるピアノ編曲版)
- 丁善徳: 児童組曲
- 汪立三: 組曲「東山魁夷画意」 より第4曲「涛声」
- 中国の伝承曲: さようなら （黎英海によるピアノ編曲版）
- 中国の伝承曲: 南国の兵士 (儲望華によるピアノ編曲版))

2. 馬思聡：ヴァイオリンとピアノのための作品集1 （顧小梅、魯寧）
- 龍燈の踊り
- 山歌
- 牧歌
- 内蒙組曲
- 子守歌
- 燈祭の踊り
- 阿美組曲
- ロンド第1番
- チベットの音詩

3. 周龍、陳怡 （北京ニュー・ミュージック・アンサンブル）
- 周龍: Su（遡及）
- 周龍: ピアノゴング
- 周龍: 台北鼓
- 陳怡: モノローグ（阿Q正伝による印象）
- 陳怡: 笙と琴のロマンス（ヴァイオリンとピアノ編）
- 陳怡: 中国古代舞曲
- 周龍: 野草
- 周龍: 鼓韻

4. 葛甘孺
- 弦楽四重奏曲第1番 「Fu」（散文詩）
- 弦楽四重奏曲第4番 「天使の組曲」
- 弦楽四重奏曲第5番 「バグダード陥落」

5. 馬思聡：ヴァイオリンとピアノのための作品集2  （顧小梅、魯寧）
- 春の踊り
- ロンド第2番
- メロディ
- 秋の収穫祭の踊り
- ヴァイオリン・ソナタ第3番
- 高山組曲
- ロンド第3番
- バラード
- ロンド第4番

## 期待の新進演奏家
いかなるレヴェルであろうが、国際音楽コンクールの優勝者は自動的に最優先されるという方針をレーベル設立当初から打ち出しており、現在もそのままである。国際音楽コンクール世界連盟に登録していない国際コンクールでも十分である。この方針を守って、ハエン国際ピアノコンクールは必ず毎年優勝者にアルバムを制作させている。この他、ギターも同様の方針で制作している。